# گکوی مخملی مشبک
گکوی مخملی مشبک (نام علمی: Hesperoedura reticulata) گونه‌ای از گکوهای بومی استرالیا است.